# 21714 Geoffreywoo
21714 Geoffreywoo è un asteroide della fascia principale. Scoperto nel 1999, presenta un'orbita caratterizzata da un semiasse maggiore pari a 2,8955376 au e da un'eccentricità di 0,0336817, inclinata di 11,77726° rispetto all'eclittica.
L'asteroide è dedicato allo studente statunitense Geoffrey Hubert Woo.